# 리처드 디지너
리처드 켐프스터 디지너(Richard Kempster Degener, 1912년 3월 14일 ~ 1995년 8월 24일)는 미국의 다이빙 선수였다.
디트로이트 출신으로 1932년 하계 올림픽에 처음 참가하여 3m 스프링보드 종목에서 동메달을 땄다가, 4년 후 베를린에서 그 종목의 금메달 획득에 성공하였다.
1931년부터 1934년까지 미시간주를 대표하여 빅텐과 국내 대학 선수권을 차지하면서 디지너는 패한 적이 없었다. AAU 경연 대회에서 14개의 실내와 실외 다이빙 타이틀을 우승하면서 그 세월 동안에 무패자였다.
그는 디트로이트 육상 클럽을 대표하면서 고도 다이빙 종목에서 4개의 AAU 타이틀과 미시간 대학교를 위하여 3개의 NCAA 타이틀을 우승하였다. AAU 실내 경기에서 5개의 연속적 3m 스프링보드 타이틀과 2개의 1m 타이틀을 우승하였다.
1971년 국제 수영 명예의 전당에 헌액되었다.